# Deportivo Cuenca (féminines)
Le Club Deportivo Cuenca Femenino ou plus simplement Deportivo Cuenca est un club de football féminin équatorien basé à Cuenca. C'est la section féminine du Deportivo Cuenca.

## Histoire
En 2019, le club participe à la première édition professionnelle du championnat équatorien. L'équipe remporte le titre, en battant en final le Club Ñañas (2-1, 2-0). Qualifié pour la Copa Libertadores, Cuenca atteint les quarts de finale. Le club récidive en 2021, toujours face à Ñañas (3-2, 0-0).

## Palmarès
| Compétitions nationales                                   |
| --------------------------------------------------------- |
| - Championnat d'Équateur (2) : - Champion : 2019 et 2021. |

## Joueuses emblématiques
- Madelin Riera (en)